# Ogonów (przystanek kolejowy)
Ogonów – nieistniejący już przystanek osobowy na zlikwidowanej linii kolejowej nr 313 Otmuchów - Przeworno, w miejscowości Ogonów, w województwie opolskim, w powiecie nyskim, w gminie Kamiennik, w Polsce.
| Ogonów                                       |  |                              |
| Linia nr 313 Otmuchów - Przeworno (8,188 km) |  |                              |
| Maciejowiceodległość: 4,528 km               |  | Kłodobok odległość: 3,564 km |